# ソフトボーイ
『ソフトボーイ』は、2010年公開の日本の映画。東映配給。
佐賀県にある佐賀県立牛津高等学校で実際にあったエピソードを元にした、男子ソフトボールにかける高校生を描いた青春映画。監督は豊島圭介。永山絢斗の初主演映画となる。
丸の内TOEI2他全国56スクリーンで公開。ぴあ初日満足度ランキング（ぴあ映画生活調べ）では第6位となっている。
　
キャッチコピーは「青春とは、思い込みなのだ。」。タイアップとして佐賀県立牛津高とローソン共同開発「茶ロンパン」を佐賀限定で発売。本編のDVDは2010年11月21日発売された。

## あらすじ
佐賀県で暮らす男子高校生・オニツカは全校生徒の9割が女子という高校の食品調理科で技術を学びながら、フランス料理のシェフになることを目指していた。3月頃、突然オニツカの親友・ノグチが、県内に男子ソフトボール部が1校もないことに目をつけて、無条件で全国大会に出られるとソフト部を創ると言い出す。4月に入りノグチに強引にソフト部に誘われたオニツカは、新1年生を含めても少ない男子生徒から必死に部員を集めて何とかソフト部創部にこぎつける。
ソフト部部員たちは1年生の1人を除いてみなソフトボール初心者だったが、顧問の澤山のもとマイペースに練習をすることに。しかし後日女子マネジャーのクサナギがインターネットで全国大会の試合日程を調べると、確認不足が発覚。実は公平を期すため佐賀県代表であるオニツカの高校と大分県の代表校と試合をしてその勝者が晴れて全国大会に行けるというものだった。しかもその大分のソフト部が昨年の全国大会準優勝校とあって部員たちは諦めかけるが、ノグチが「やってみらんと分からん！」と発破をかけて皆をやる気にさせる。
本腰を入れて練習するようになったソフト部部員は後日学校で合宿練習をするが、ある夜オニツカがノグチに大事な報告をする。その内容は憧れのフランス料理人から技術を学べるワークショップへの誘いがあり、それが全国大会当日と被ってしまい、仮に全国大会出場が決まってもオニツカは大会に出場しないというものだった。そして全国大会出場をかけた試合当日を迎えたが、直前に相手校のソフト部がケンカ騒ぎを起こしたためオニツカたちは不戦勝で全国への切符を手にする。
オニツカは部員たちにワークショップへの参加を優先して退部を告げ、事前に話を聞いていたノグチが急遽代理の部員を連れてくる。しかし他の部員たちは納得できず代理の生徒も入部を辞めてしまい、全国大会出場を目の前にソフト部は廃部の危機を迎えてしまう。その日クサナギや母から言葉をかけられたオニツカは、悩んだ末将来の夢も大事だが今は仲間と全国大会に出ることの方が大事だと結論付ける。その夜部員や顧問たちの元に訪れたオニツカは考えを改めたことを伝え、全国大会に出てくれるよう頭を下げ、後日チーム一丸となって優勝目指して全国大会に挑む。

## キャスト
オニツカ（4番）セカンド
演 - 永山絢斗
食品調理科所属の高校3年生。憧れのジャン・ピエールのようなフランス料理のシェフになることを夢見る。穏やかでお人好しでやや引っ込み思案気味な性格。いい加減なのになぜか周りの人がついて行くノグチのことを疑問に思いながらも羨ましく思っている。
ノグチ（10番）キャッチャー
演 - 賀来賢人
オニツカの親友。食品調理科所属。ソフト部キャプテン。ポジティブで行動力があるがいい加減な性格で後先考えない猪突猛進型だが、ここぞと言う時に周りの人を説得する力がある。「やってみらんと(やってみないと)分からん」が口癖。

### ソフト部メンバー
イシオカ（1番）ピッチャー
演 - 加治将樹
不良の男子。食品調理科所属。短気で喧嘩っ早い性格で粗暴で素行が悪く、他の男子生徒や教師に悪態をつくなどしている。以前マツモトの父親の理髪店で変な髪型にされたことを根に持っている。
ナカニシ（5番）サード
演 - 斎藤嘉樹
1年生。チーム内唯一のソフト経験者で中学時代にソフト部部員だった。礼儀正しく熱い性格だが、ソフトのことになるとイシオカにも臆することなく指摘する。ノグチによりサードとショートの守備を任される。
タナカ（6番）ショート
演 - 西洋亮
保育系の科に所属。食いしん坊で大柄だが、見た目に反して大人しい性格なため存在感が薄い。そのためノグチからは毎回名前を間違えられている。
オオウチ（9番）ライト
演 - 加藤諒
テストでいつもトップの成績を収める男子。性格がひん曲がっており、成績がいいことを鼻にかけて周りを見下している。密かにクサナギに好意を寄せている。
ヤマモト（8番）センター
演 - 松島庄汰
1年生。素直だが単純でお気楽な性格。ノグチの「県内に男子ソフト部がうちの高校しかないから無条件で全国大会に出られる」という考えに共感して入部。部員の中で一番足が速い。ノグチから外野全般の守備をするよう言われる。
マツモト（3番）ファースト
演 - 中村織央
女子から人気がある男子。自宅は昔ながらの理髪店で時代遅れの髪型しかできないため、自身はわざわざ福岡の美容室で髪を切っている。女子にモテることを一番に考えて行動している。
ロドリゲス（51番）レフト
演 - タイラー
4月にアメリカから来た交換留学生。食品調理科に所属。チーム内で一番恵まれた体格だが、野球含めてソフトボールは未経験。一応日本語を話せるが言葉数はそれほど多くない。

### ソフト部の顧問とマネジャー
澤山先生
演 - 大倉孝二
体育教師。冒頭で無理やりソフトボール部顧問にされる。田舎の高校で教師をやっていることやソフトボールの監督になったことをよく愚痴っている。高校時代に野球部部員として「甲子園予選決勝まで行った」という微妙な実績を持つ。
クサナギ
演 - 波瑠
被服科所属。オニツカ、ノグチとは幼馴染。ノグチに頼まれてソフト部マネジャーとなる。ただしノグチには、言いたいことを言っている。テストではオオウチに次いで2位の成績。
ヤシマ
演 - 鎌田奈津美
ソフト部女子マネージャー。合宿中に偶然、オニツカがノグチに全国大会に出られないと話しているのを聞いてしまい、大会出場がどうなるか心配する。
ユガワ
演 - 平山真有
ソフト部女子マネージャー。いつも仏頂面で黙々とマネジャーの仕事をこなしているが、ソフト部の誰も彼女が喋っている所を見たことがないとのこと。

### その他の人たち
オニツカの母
演 - いしのようこ
中華料理『おにつか』を経営。夫亡き後、息子に空いた時間に手伝ってもらいながら店を切り盛りしている。夫を亡くした直後息子がふさぎ込んだが、ノグチにかけられた言葉で息子が笑顔を取り戻したため彼に感謝している。
教頭
ノグチからソフト部にかける思いを聞かされ、創部を許可する。生徒たちの気持ちややる気を重視して彼らと接している。比較的穏やかな性格だが、作中ではソフト部部員たちが揉めた時に「こんな状態なら解散した方がマシだ」などと怒っている。
きくち先生
20代半ばぐらいの女性教師。野球部創部後、部長(責任教師)を自ら買って出る。職員室の自身と澤山の席がすぐそばということもあり、普段から彼とよく会話している。快活な性格でいつも元気があり、イシオカの暴言にも屈しない。
カルチャー焼屋
演 - はなわ
ソフト部部員たちが客としてよく訪れる。その後全国大会の試合に夫婦で牛津高校の応援に駆けつける。
カルチャー焼屋の奥さん
演 - 山口紗弥加
客から「おばさん」と呼ばれるのを嫌う。さっぱりした性格だが怒ると怖い。
ウエノ
演 - 上野由岐子（友情出演）
ママさんソフトボールでピッチャーをしている女性。ソフトボールを始めたばかりのオニツカたちに実力を分からせるために澤山が連れてくる。ソフトボールに情熱を燃やしており、舐めてかかる人に強気な言葉をかける。
不良3人組
イシオカの不良のアニキ分。バイクを乗り回し年下のイシオカをからかったり暴力を振るうなど傍若無人な態度で過ごしている。普段荒い言動をするイシオカも、3人には敬語を使ってイビリにも耐えている。

## スタッフ
- 監督 - 豊島圭介
- 脚本 - 林民夫
- 撮影監督 - 藤石修
- 美術監督 - 清水剛
- 照明 - 磯野雅宏
- 音楽 - YOSHIZUMI
- キャスティング - 山口正志
- 配給 - 東映
- 制作プロダクション - ハートビート・ピクチャーズ
- 製作 - 「ソフトボーイ」製作委員会（アミューズ、東映、東映ビデオ、RKB毎日放送、西日本新聞、WOWOW、ビーイング、メモリーテック、大広）

## 主題歌
- 『chance for you 〜cinema ver.〜』

作詞 - 倉木麻衣 / 作曲 - 大野愛果 / 歌 - 倉木麻衣
元々はアルバム「FUSE OF LOVE」に収録された作品だが、映画上映に合わせてシネマバージョンがダウンロード販売された。